# Batalla de Hundheim
La batalla de Hundheim tuvo lugar durante la guerra austro-prusiana como parte de la campaña del Meno el 23 de julio de 1866 entre las fuerzas combinadas de Prusia y Sajonia-Coburgo y Gotha contra los ejércitos de Baden.

## Antecedentes
Después de su invasión de Frankfurt, el comandante prusiano del Ejército del Meno, Eduard Vogel von Falckenstein, fue retirado y reemplazado por Edwin von Manteuffel. Además, el ejército fue reforzado hasta los 60.000 hombres. Después de cruzar el Odenwald, hubo batallas con unidades de Baden, Hesse y Wurtemberg del VIII Cuerpo del Ejército Federal en el Tauber hasta el 24 de julio.
El 8º Cuerpo Federal, consistente en cuatro divisiones a las órdenes de Alejandro de Hesse-Darmstadt, fue dividido entre las siguientes localizaciones en el día de la batalla: 
- división de Wurtemberg cerca de Tauberbischofsheim bajo las órdenes del Teniente General Oskar von Hardegg con la brigada de Hegelmaier avanzada hasta Külsheim-Wolferstetten
- división de Baden en el ala derecha cerca de Hundheim bajo las órdenes del Teniente General Príncipe Guillermo de Baden
- división Gran Ducal de Hesse cerca de Hardheim y Schweinberg bajo las órdenes del Teniente General von Perglas
- división austríaca y de Nassau en el ala izquierda cerca de Külsheim bajo las órdenes del Teniente Mariscal de Campo Erwin von Neipperg

El VII Cuerpo de Ejército del Ejército Federal estaba formado por el Ejército bávaro. Este cuerpo a las órdenes del Príncipe Carlos de Baviera se encontraba en la región de Wurzburgo. El príncipe Carlos era también el comandante en jefe de las tropas federales en el sur de Alemania (Ejército Occidental Alemán) y el objetivo era dirigir los dos cuerpos federales a la batalla contra el Ejército del Meno prusiano.
El Ejército del Meno prusiano consistía de tres divisiones bajo las órdenes de Edwin von Manteuffel:
- 13.ª División de Infantería bajo las órdenes del Teniente General August Karl von Goeben - que avanzaría hasta Amorbach
- División combinada a las órdenes del Mayor General Gustav von Beyer - que avanzaría hasta Miltenberg
- División combinada a las órdenes del Mayor General Eduard von Flies - que avanzaría hasta Nassig y Hundheim

## Regimientos participantes
En esta batalla local el 23 de julio de 1866 (unas tres semanas después de la decisiva batalla de Königgrätz) cerca de Hundheim, el regimiento de infantería a las órdenes de Sajonia-Coburgo-Gotha se encontraba en la división combinada prusiana de Flies bajo el mando del coronel Hermann von Fabeck frente a la división de Baden bajo el mando del príncipe Guillermo de Baden.
El regimiento de infantería de Sajonia-Coburgo-Gotha tenía dos batallones de infantería. La brigada recibió el apoyo de un escuadrón del Regimiento de Dragones de Magdeburgo No. 6 y dos cañones, de tal modo que se desplegaron unos 1300 hombres.
La 1ª Brigada de Infantería de la División de Baden fue desplegada con cinco batallones y dos divisiones de artillería, unos 4500 hombres.
Orden de batalla de los participantes en una representación contemporánea:

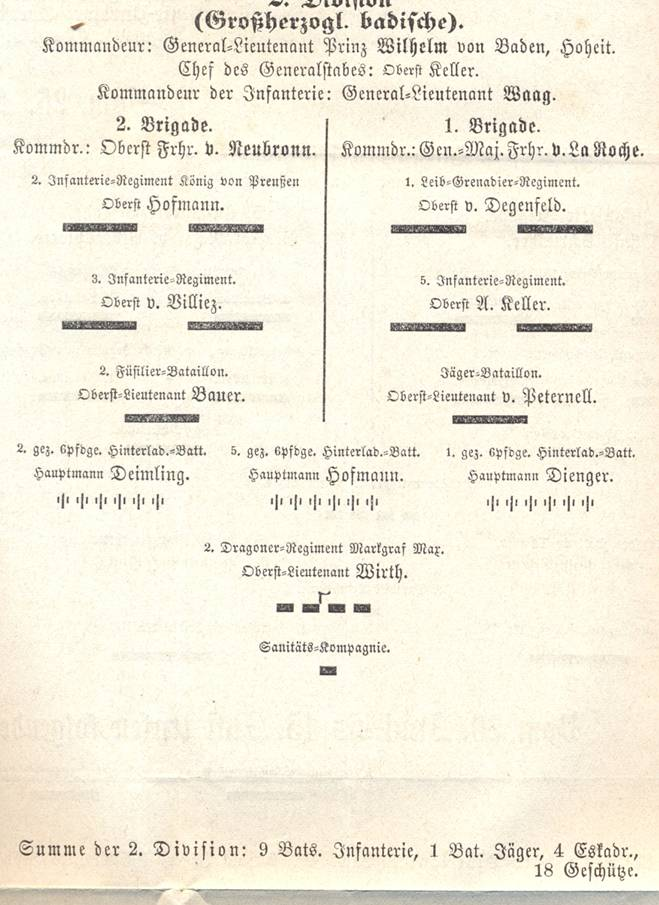
2.ª División del VIII Cuerpo Federal, 1866
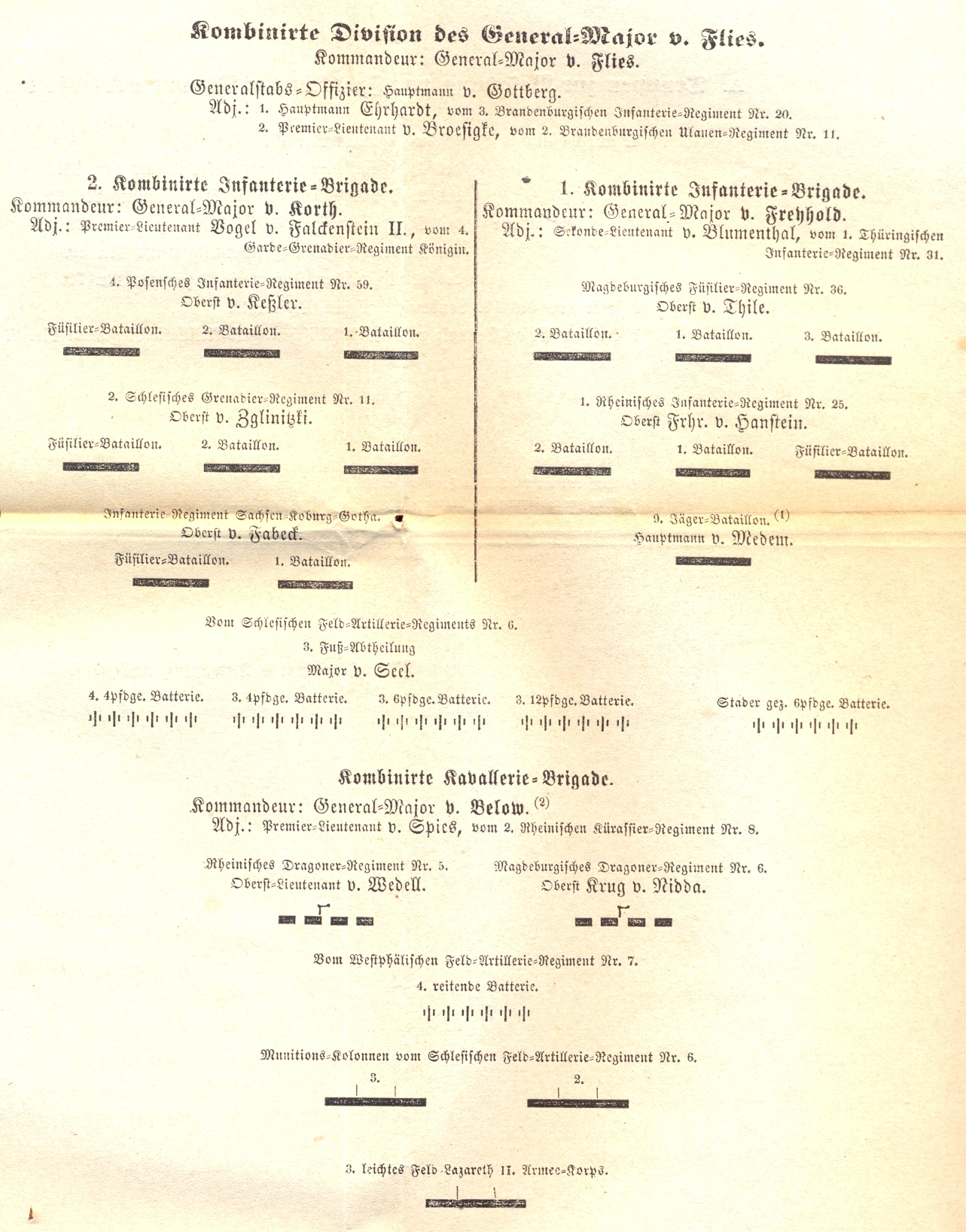
División Combinada de Flies en el Ejército del Meno prusiano, 1866

## Posiciones iniciales
En la tarde del 22 de julio, el príncipe Guillermo había instalado puestos avanzados en Freudenberg y Eichenbühl y ocupado Hundheim. El 23 de julio, la 1ª Brigada de Baden se trasladó a Hundheim bajo las órdenes del mayor general Barón von La Roche. La 2ª Brigada a las órdenes del coronel Freiherr von Neubronn estaba en espera al sur en Steinbach. Los departamentos más pequeños se establecieron en Wertheim para mantener la conexión con el VII Cuerpo de Ejército.
La división combinada prusiana a las órdenes del mayor general Eduard Moritz von Flies permaneció en Laudenbach el 22 de julio y avanzó vía Miltenberg el día 23. El objetivo era avanzar hasta Nassig y asegurar la carretera en el Valle del Meno mientras el ala derecha ocuparía Hundheim.

## La batalla
Después de que La Roche recibiera noticias de un avance prusiano vía Miltenberg, envió dos compañías y dos cañones al bosque cerca del Tiefentaler Hof (en la carretera a Neunkirchen) y media compañía a Sonderriet. Después de las 4 p. m. La Roche avanzó con el 5º Regimiento de Infantería y el 2º Batallón del Regimiento de Granaderos, así como un destacamento de artillería, para investigar Nassig. A la altura de Sonderriet, La Roche se cercioró del avance prusiano sobre Neunkirchen y retrocedió a Hundheim. Flies dejó que su fuerza principal marchara hasta Nassig vía Sonderriet. El coronel Fabeck y los dos batallones del regimiento de infantería de Sajonia-Coburgo y Gotha adquirieron dos cañones y un escuadrón del Regimiento de Dragones de Magdeburgo No. 6 y ocuparon Hundheim.
En el bosque oriental del Tiefentaler Hof hubo un intercambio inicial de fuego entre la caballería de Magdeburgo y la infantería de Baden. La infantería de Coburgo ahora se volvió contra el Birkhof. En el área forestal de Hintere Stauden hubo un animado tiroteo. Con la ayuda de sus cañones, los de Coburgo pudieron hacer retroceder al 2º Batallón del 5º Regimiento de Baden en dirección a Ernsthof. La caballería de Magdeburgo ahora quiso perseguir a la infantería de Baden. De mientras, sin embargo, el 1º Batallón del 5º Regimiento se encontraba en el campo de batalla y más unidades de la 1ª Brigada provenían de Hundheim. Fabeck retiró la caballería y artillería a las posiciones iniciales y también reunió a su infantería en el Tiefentaler Hof, donde se limitó a defender su posición. Los soldados de Baden dispararon a estas posiciones durante un tiempo con su artillería, pero no iniciaron un contraataque.

## Consecuencias
El príncipe Alejandro no envió a la división de Baden el refuerzo deseado, ya que también esperaba unidades mayores prusianas en la dirección de Walldürn. A la división de Baden se le ordenó retroceder a Külsheim esa noche y fue a Werbach al día siguiente. Todo el VIII Cuerpo de Ejército se retiró detrás de la línea del Tauber.

## Monumentos

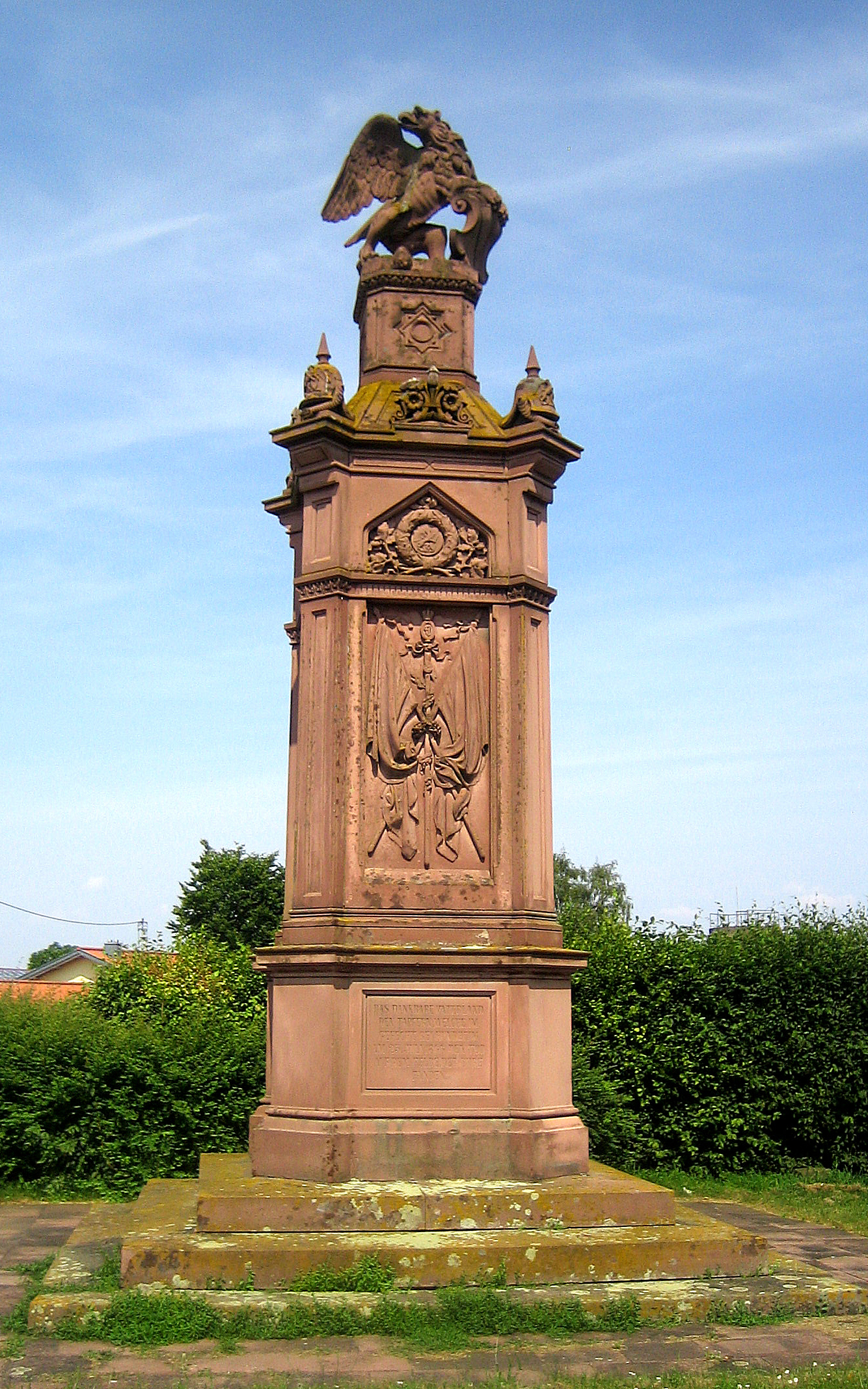
Memorial por los soldados caídos de Baden cerca de Hundheim
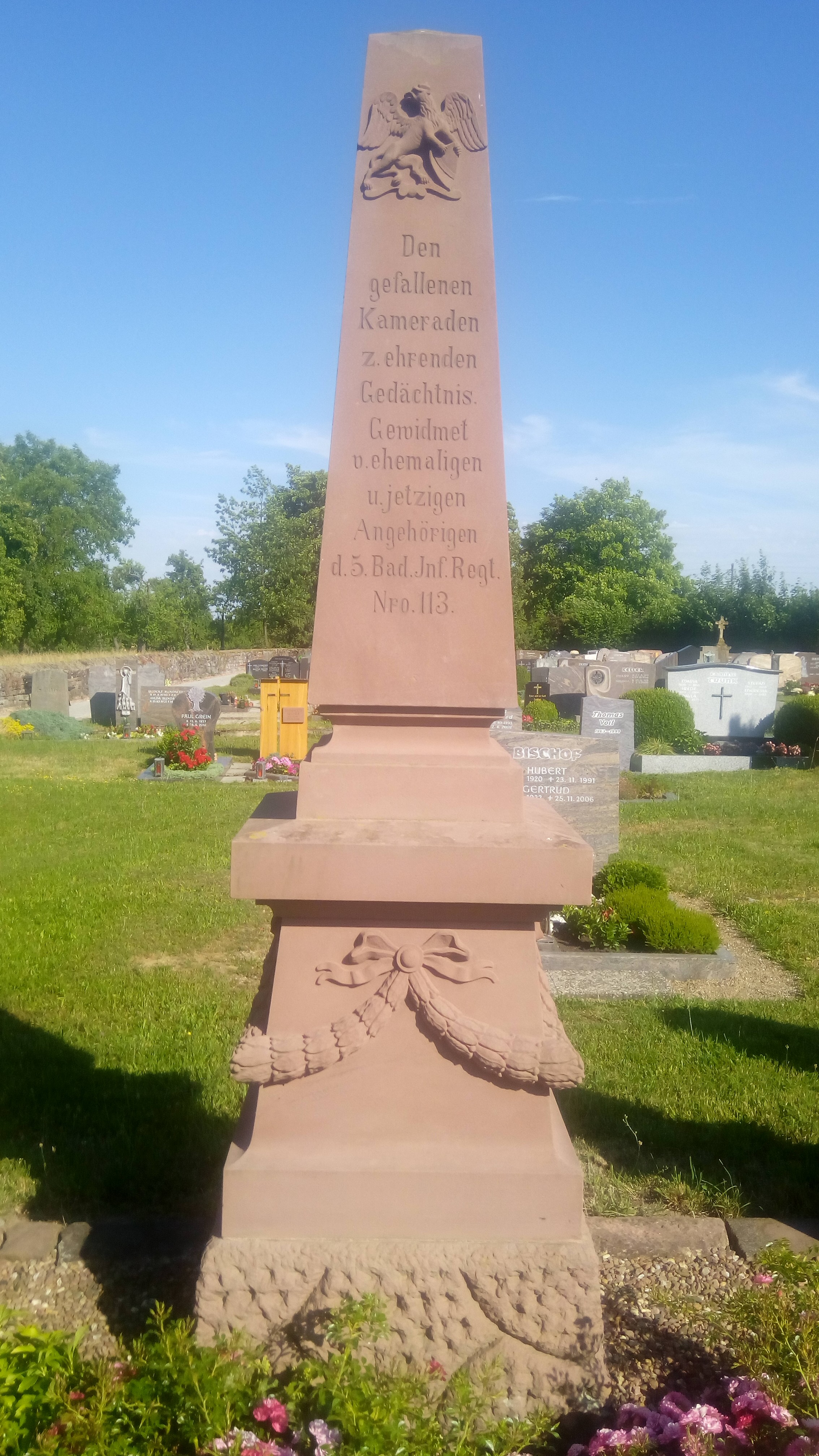
Memorial en el cementerio de Hundheim
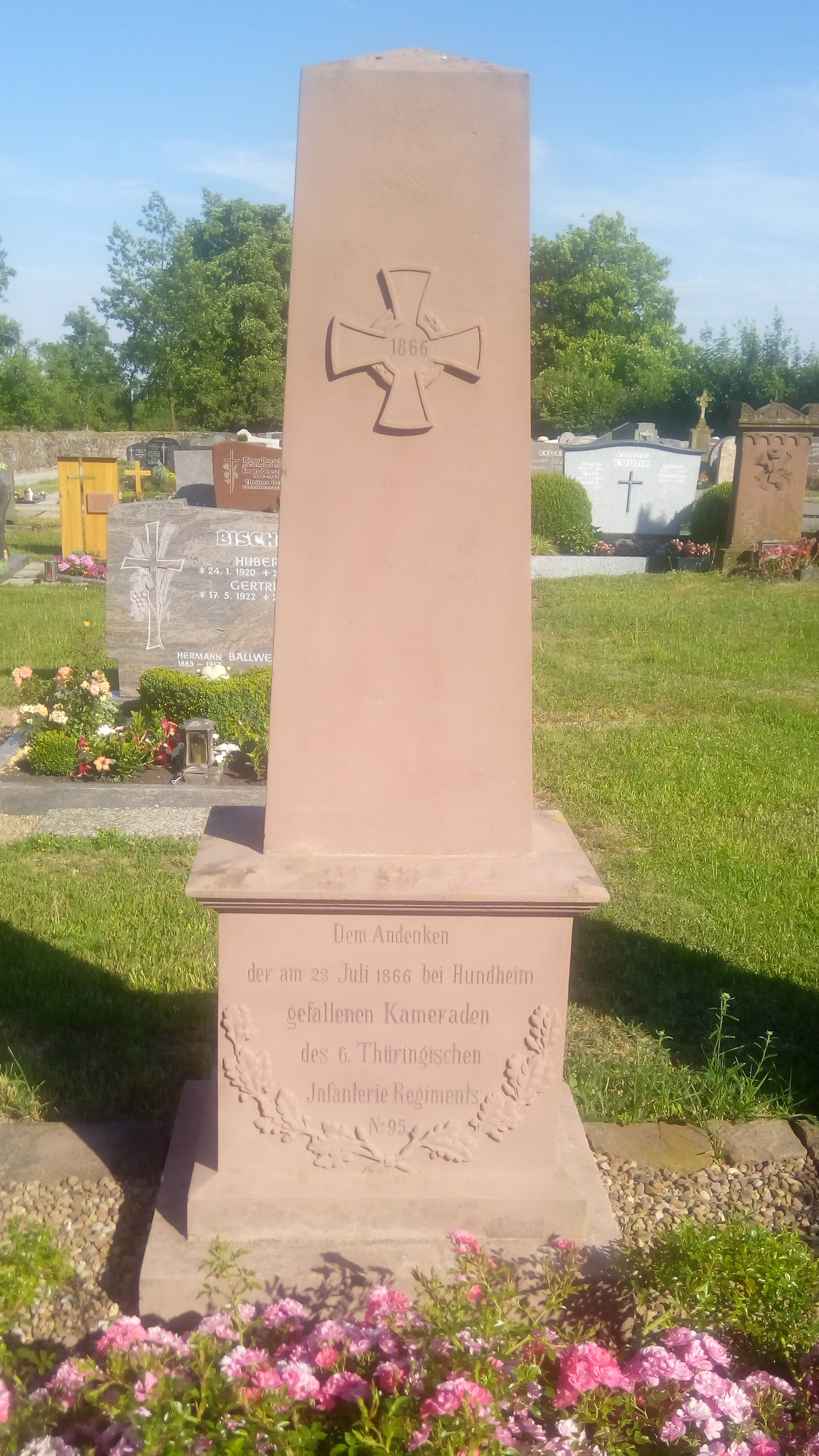
Memorial en el cementerio de Hundheim
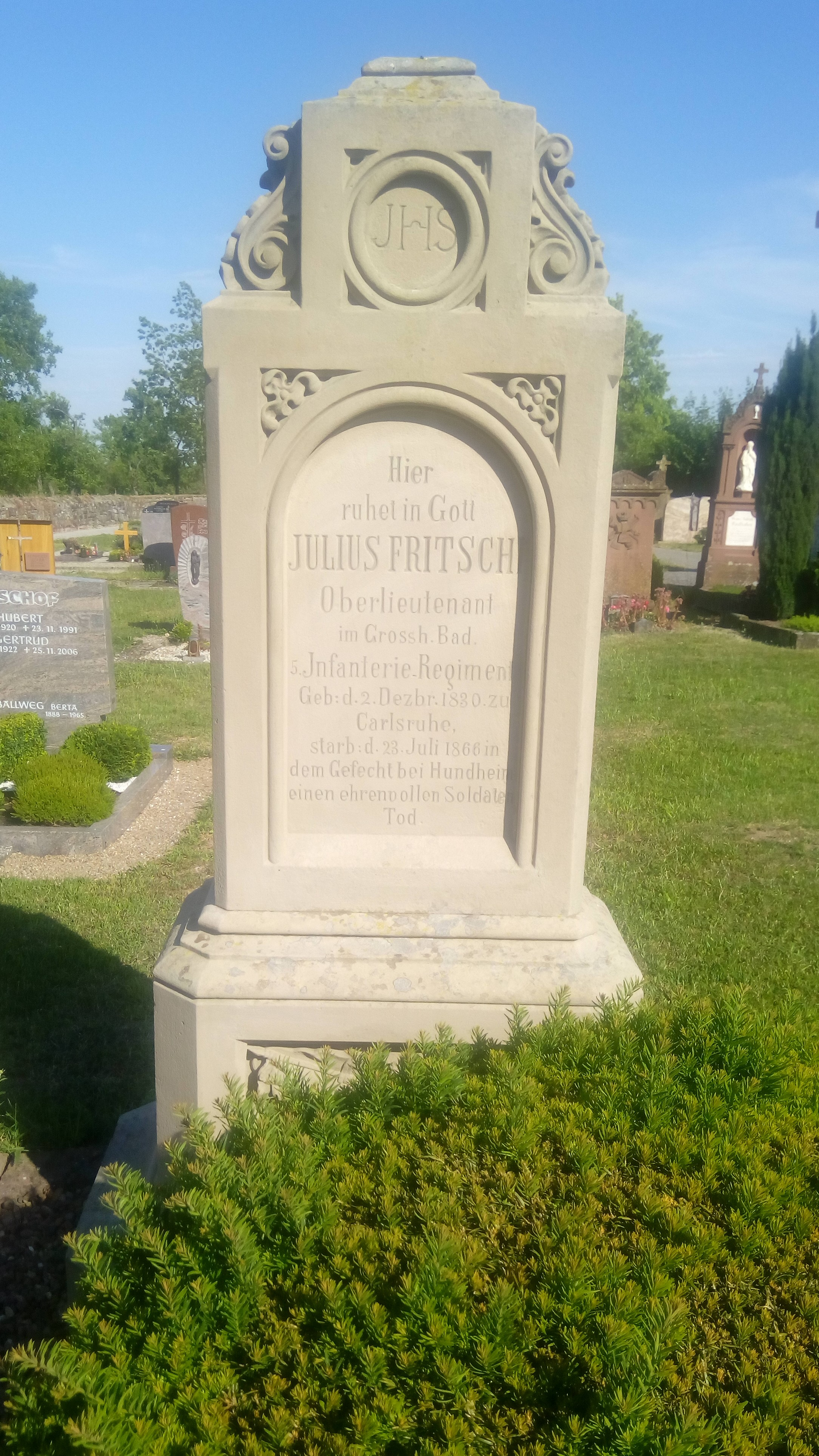
Tumba de soldado en el cementerio de Hundheim
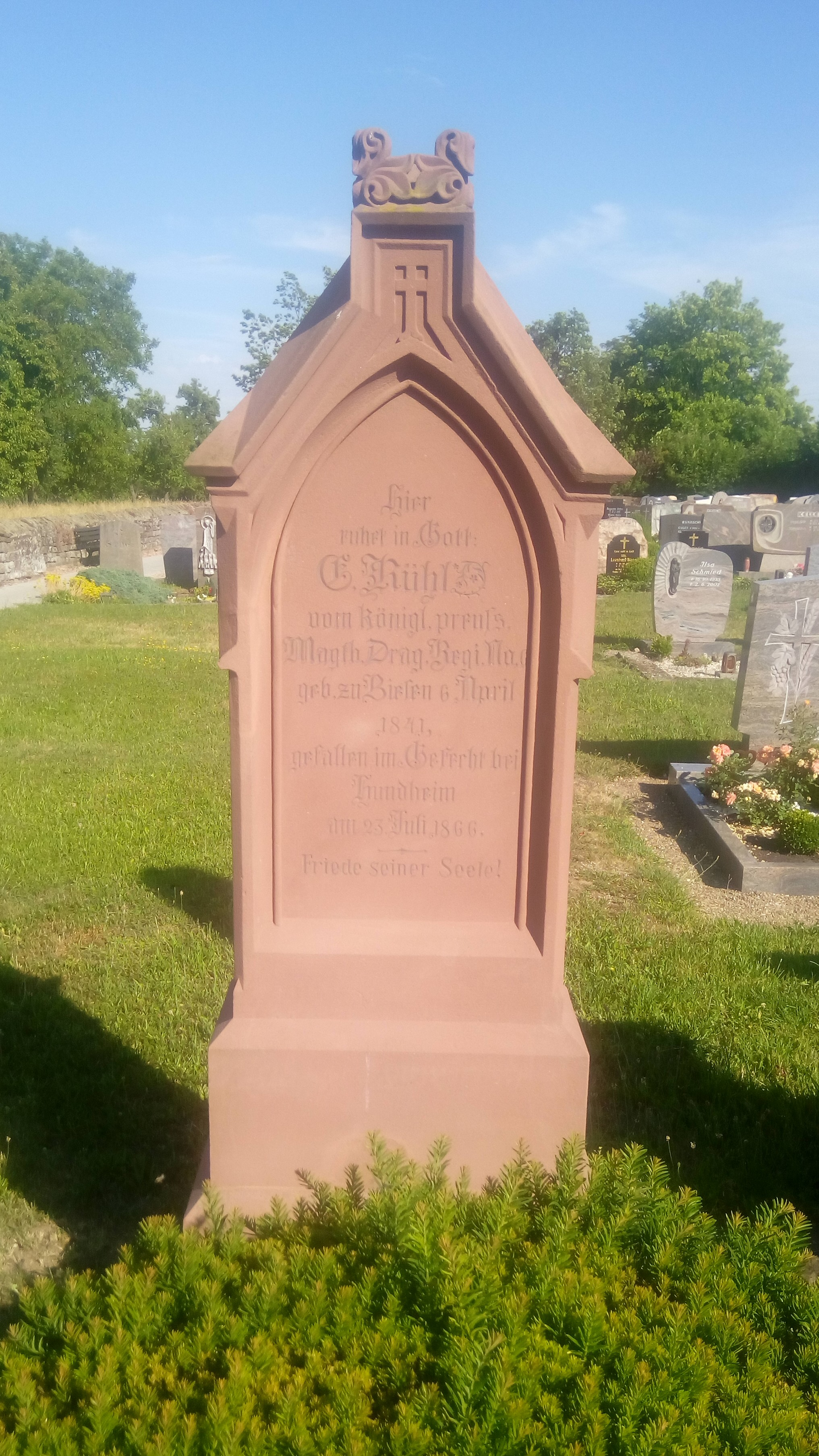
Tumba de soldado en el cementerio de Hundheim
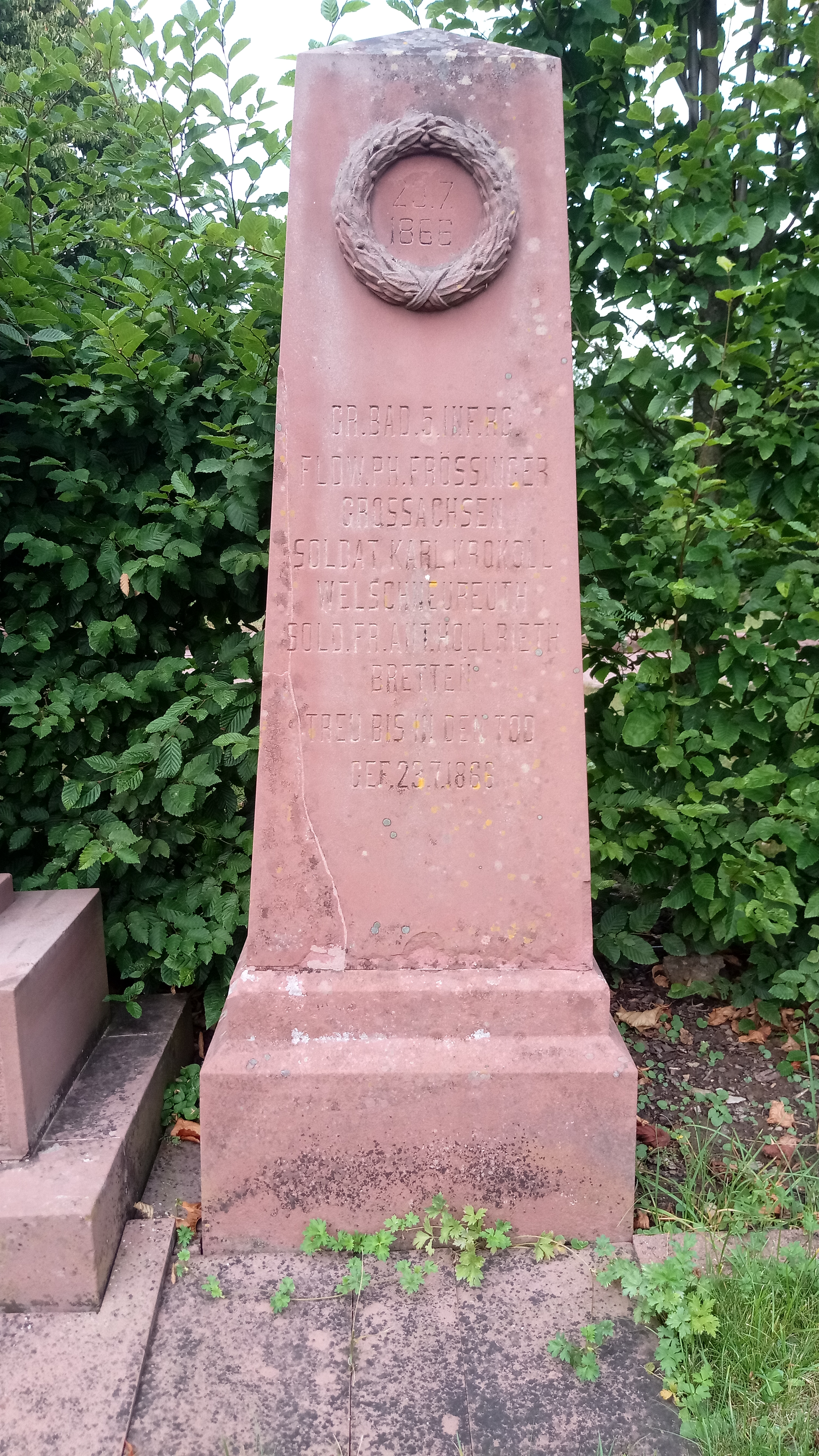
Tumba de tres soldados de Baden en el cementerio de Sonderrieter